# Пашкевич, Алексей Васильевич
Алексей Васильевич Пашке́вич (24 декабря 1916 — 30 августа 1967) — советский лётчик-ас, командир эскадрильи 63-го гвардейского истребительного авиационного полка (3-я гвардейская истребительная авиационная дивизия, 1-й гвардейский истребительный авиационный корпус, 3-я воздушная армия, 1-й Прибалтийский фронт), генерал-майор, Герой Советского Союза. Член КПСС с 1944 года.

## Биография
Родился 24 декабря 1916 года[по какому календарю?] в деревне Александровка (ныне — Гатчинский район Ленинградской области) в крестьянской семье.
До призыва в армию работал в городе Белорецке токарем на металлургическом комбинате, лётчиком-инструктором в аэроклубе. В РККА был призван в 1939 году Белорецким горвоенкоматом.
На фронте Великой Отечественной войны с июня 1943 года. Отличился в боях в воздухе и штурме многочисленных наземных объектов противника. За 2 года пребывания на фронте совершил 114 боевых вылетов, провёл 29 воздушных боёв, лично сбил 19 самолётов противника.
Алексей Васильевич — участник «неизвестной» войны в Китае в 1950 году. В составе 106-й иад Шанхайской группы ПВО он организовывал противовоздушную оборону восточной части КНР от налётов гоминьдановской авиации. Воевал в 1951 году в Корее. Сформировал 50-ю истребительную авиационную дивизию на базе управления 106-й иад Шанхайской группы ПВО, командовал ею с 20 ноября 1950 года по февраль 1951 года. За время его командования дивизия сбила в небе Кореи 64 самолёта противника.
После войны А. В. Пашкевич продолжал службу в Советской Армии. В 1955 году он окончил Военно-воздушную академию.
С 1959 года генерал-майор авиации А. В. Пашкевич — в запасе.
Скончался 30 августа 1967 года в Ленинграде. Похоронен на Богословском кладбище (уч. 58, на пересечении Прямой и Канавной дорожек).

## Подвиг
«Большой боевой опыт, прекрасное знание материальной части и отличная техника пилотирования, выдержка и хладнокровие, никогда не покидающие его, дают ему возможность разить врага с самых коротких дистанций. В боевой деятельности А. В. Пашкевича не единичны случаи, когда он сбивал в одном воздушном бою 2 самолёта противника.
Обладает прекрасными организаторскими способностями. Группы, им ведомые в бой, при встрече с противником действуют смело и согласованно, дерзко атакуют противника и добиваются победы. Например: 25 августа 1944 года группа в составе 6 Ла-7 под командованием Пашкевича встретила на поле боя 40 ФВ-190. В результате боя советские лётчики сбили 4 самолёта противника, не имея своих потерь.
Благодаря умелому руководству, хорошей обученности летного состава, подразделение Пашкевича за 15 и 16 сентября при прорыве глубоко эшелонированной и сильно укреплённой обороны немцев юго-восточнее г. Риги в многочисленных воздушных боях уничтожило 22 самолёта противника, не потеряв при этом ни одного своего, 5 из общего количества сбил сам тов. Пашкевич. В авиаэскадрильи выросли замечательные воздушные бойцы и ведущие групп.
Эскадрилья Пашкевича за время его командования произвела 686 боевых вылетов и в многочисленных воздушных боях уничтожила 48 самолётов противника, из них: 8 бомбардировщиков и 40 истребителей. Свои потери составляют 2 экипажа».
Указом Президиума Верховного Совета СССР от 23 февраля 1945 года за образцовое выполнение боевых заданий командования и проявленные при этом геройство и мужество гвардии майору Пашкевичу Алексею Васильевичу присвоено звание Героя Советского Союза с вручением ордена Ленина (№ 23524) и медали «Золотая Звезда» (№ 5320).

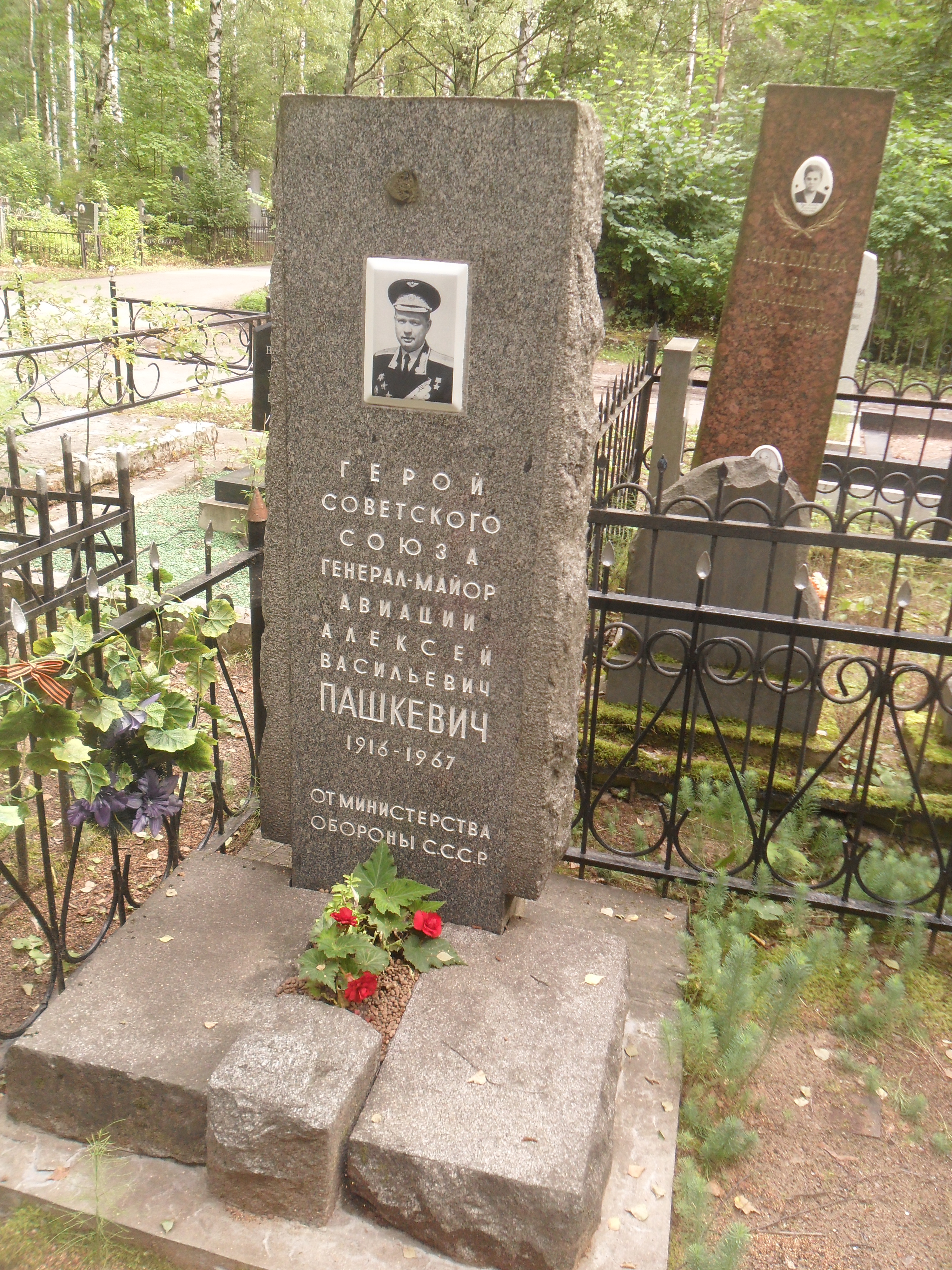
Могила Пашкевича на Санкт-Петербурга

## Награды
Награждён двумя орденами Ленина, четырьмя орденами Красного Знамени, орденом Отечественной войны I степени, двумя орденами Красной Звезды, медалями.

## Память
В городе Белорецке Республики Башкортостан одна из улиц носит имя Героя.